# Hodoğlu, Cihanbeyli
Hodoğlu là một xã thuộc huyện Cihanbeyli, tỉnh Konya, Thổ Nhĩ Kỳ. Dân số thời điểm năm 2011 là 943 người.